# Olympische Sommerspiele 1912/Teilnehmer (Südafrikanische Union)
| Gelbes Symbol für Goldmedaillen mit stilisierten Olympischen Ringen | Graues Symbol für Silbermedaillen mit stilisierten Olympischen Ringen | Braundes Symbol für Bronzemedaillen mit stilisierten Olympischen Ringen |
| ------------------------------------------------------------------- | --------------------------------------------------------------------- | ----------------------------------------------------------------------- |
| 4                                                                   | 2                                                                     | —                                                                       |

Die Südafrikanische Union nahm bei den Olympischen Sommerspielen 1912 in Stockholm mit 21 Athleten teil. Dabei konnten die Sportler vier Gold- und zwei Silbermedaillen gewinnen.

## Medaillengewinner

### Gold
| Name                          | Sportart       | Wettkampf                 |
| ----------------------------- | -------------- | ------------------------- |
| Ken McArthur                  | Leichtathletik | Marathon                  |
| Rudolph Lewis                 | Radsport       | Einzelzeitfahren (320 km) |
| Harold Kitson Charles Winslow | Tennis (Rasen) | Doppel                    |
| Charles Winslow               | Tennis (Rasen) | Einzel                    |

### Silber
| Name              | Sportart       | Wettkampf |
| ----------------- | -------------- | --------- |
| Christian Gitsham | Leichtathletik | Marathon  |
| Harold Kitson     | Tennis (Rasen) | Einzel    |

## Teilnehmer nach Sportarten

### Fechten
| Athleten     | Disziplin      | Erste Runde | Erste Runde | Viertelfinale  | Viertelfinale  | Halbfinale     | Halbfinale     | Finale         | Finale         |
| Athleten     | Disziplin      | Duelle      | Platz       | Duelle         | Platz          | Duelle         | Platz          | Duelle         | Platz          |
| ------------ | -------------- | ----------- | ----------- | -------------- | -------------- | -------------- | -------------- | -------------- | -------------- |
| Walter Gates | Florett Einzel | 4 verloren  | Fünfter     | nicht erreicht | nicht erreicht | nicht erreicht | nicht erreicht | nicht erreicht | nicht erreicht |
| Walter Gates | Degen Einzel   | 5 verloren  | Siebter     | nicht erreicht | nicht erreicht | nicht erreicht | nicht erreicht | nicht erreicht | nicht erreicht |
| Walter Gates | Säbel Einzel   | 1 gewonnen  | Vierter     | nicht erreicht | nicht erreicht | nicht erreicht | nicht erreicht | nicht erreicht | nicht erreicht |

### Leichtathletik
| Athlet             | Disziplin         | Vorlauf           | Vorlauf           | Halbfinale        | Halbfinale        | Finale           | Finale         |
| Athlet             | Disziplin         | Zeit              | Platz             | Zeit              | Platz             | Zeit             | Platz          |
| ------------------ | ----------------- | ----------------- | ----------------- | ----------------- | ----------------- | ---------------- | -------------- |
| Christian Gitsham  | Marathon          | nicht ausgetragen | nicht ausgetragen | nicht ausgetragen | nicht ausgetragen | 2:37:52,0 h      | Zweiter        |
| Ken McArthur       | Marathon          | nicht ausgetragen | nicht ausgetragen | nicht ausgetragen | nicht ausgetragen | 2:36:54,8 h (OR) | Olympiasieger  |
| George Patching    | 100 m             | k. A.             | Zweiter           | 19,9 s            | Erster            | 11,0 s           | Vierter        |
| George Patching    | 200 m             | 22,3 s            | Erster            | DNF               | DNF               | nicht erreicht   | nicht erreicht |
| George Patching    | 400 m             | 51,1 s            | Erster            | 50,5 s            | Dritter           | nicht erreicht   | nicht erreicht |
| Reuben Povey       | 100 m             | k. A.             | Zweiter           | k. A.             | Zweiter           | nicht erreicht   | nicht erreicht |
| Reuben Povey       | 200 m             | k. A.             | Zweiter           | k. A.             | Fünfter           | nicht erreicht   | nicht erreicht |
| Leonard Richardson | 10.000 m          | nicht ausgetragen | nicht ausgetragen | 32:30,3 min (OR)  | Erster            | DNF              | DNF            |
| Leonard Richardson | Marathon          | k. A.             | k. A.             | k. A.             | k. A.             | DNS              | DNS            |
| Leonard Richardson | Crosslauf, Einzel | k. A.             | k. A.             | k. A.             | k. A.             | 47:33,5 min      | Achter         |
| Arthur St. Norman  | Marathon          | k. A.             | k. A.             | k. A.             | k. A.             | DNF              | DNF            |
| Arthur St. Norman  | 10.000 m Gehen    | k. A.             | k. A.             | 50:17,9 min       | Zweiter           | DSQ              | DSQ            |
| John Victor        | 800 m             | k. A.             | Dritter           | nicht erreicht    | nicht erreicht    | nicht erreicht   | nicht erreicht |
| John Victor        | 1500 m            | k. A.             | k. A.             | 4:12,7 min        | Dritter           | nicht erreicht   | nicht erreicht |

### Radsport
| Athlet        | Disziplin                 | Finale       | Finale        |
| Athlet        | Disziplin                 | Zeit         | Platz         |
| ------------- | ------------------------- | ------------ | ------------- |
| Rudolph Lewis | Einzelzeitfahren (320 km) | 10:42:39,0 h | Olympiasieger |

### Schießen
| Athlet                                                                                   | Disziplin                      | Finale | Finale |
| Athlet                                                                                   | Disziplin                      | Punkte | Platz  |
| ---------------------------------------------------------------------------------------- | ------------------------------ | ------ | ------ |
| Robert Bodley                                                                            | Freies Gewehr 300 m            | 806    | 55     |
| Robert Bodley                                                                            | Armeegewehr 600 m              | 73     | 54     |
| Robert Bodley                                                                            | Armeegewehr Dreistellungskampf | 78     | 45     |
| Charles Jeffreys                                                                         | Freies Gewehr 300 m            | 715    | 70     |
| Charles Jeffreys                                                                         | Armeegewehr 600 m              | 76     | 42     |
| Charles Jeffreys                                                                         | Armeegewehr Dreistellungskampf | 82     | 34     |
| Albert Johnstone                                                                         | Freies Gewehr 300 m            | 741    | 67     |
| Albert Johnstone                                                                         | Armeegewehr 600 m              | 75     | 43     |
| Albert Johnstone                                                                         | Armeegewehr Dreistellungskampf | 62     | 77     |
| George Harvey                                                                            | Freies Gewehr 300 m            | 874    | 40     |
| George Harvey                                                                            | Armeegewehr 600 m              | 83     | 21     |
| George Harvey                                                                            | Armeegewehr Dreistellungskampf | 90     | 10     |
| Ernest Keeley                                                                            | Freies Gewehr 300 m            | 800    | 56     |
| Ernest Keeley                                                                            | Armeegewehr Dreistellungskampf | 89     | 13     |
| Robert Patterson                                                                         | Freies Gewehr 300 m            | 810    | 51     |
| Robert Patterson                                                                         | Armeegewehr 600 m              | 73     | 53     |
| Robert Patterson                                                                         | Armeegewehr Dreistellungskampf | 72     | 59     |
| Arthur Smith                                                                             | Freies Gewehr 300 m            | 752    | 64     |
| Arthur Smith                                                                             | Armeegewehr Dreistellungskampf | 56     | 84     |
| George Whelan                                                                            | Freies Gewehr 300 m            | 762    | 61     |
| George Whelan                                                                            | Armeegewehr Dreistellungskampf | 64     | 73     |
| Robert Bodley George Harvey Charles Jeffreys Ernest Keeley Arthur Smith Robert Patterson | Armeegewehr Mannschaft         | 1531   | 4      |
| Robert Bodley George Harvey Ernest Keeley Arthur Smith Robert Patterson George Whelan    | Freies Gewehr Mannschaft       | 4897   | 6      |

### Schwimmen
| Athlet         | Disziplin      | Vorläufe          | Vorläufe          | Viertelfinale | Viertelfinale | Halbfinale     | Halbfinale     | Finale         | Finale         |
| Athlet         | Disziplin      | Zeit              | Platz             | Zeit          | Platz         | Zeit           | Platz          | Zeit           | Platz          |
| -------------- | -------------- | ----------------- | ----------------- | ------------- | ------------- | -------------- | -------------- | -------------- | -------------- |
| George Godfrey | 400 m Freistil | nicht ausgetragen | nicht ausgetragen | 6:30,6 min    | Vierter       | nicht erreicht | nicht erreicht | nicht erreicht | nicht erreicht |

### Tennis
| Athleten                      | Disziplin      | Erste Runde        | Zweite Runde                  | Dritte Runde                       | Achtelfinale                                | Viertelfinale                    | Halbfinale                      | Finale                             | Finale        |
| Athleten                      | Disziplin      | Gegner Ergebnis    | Gegner Ergebnis               | Gegner Ergebnis                    | Gegner Ergebnis                             | Gegner Ergebnis                  | Gegner Ergebnis                 | Gegner Ergebnis                    | Rank          |
| ----------------------------- | -------------- | ------------------ | ----------------------------- | ---------------------------------- | ------------------------------------------- | -------------------------------- | ------------------------------- | ---------------------------------- | ------------- |
| Harold Kitson                 | Einzel (Rasen) | Freilos            | Leffler 6-2, 6-1, 6-0         | Möller 6-2, 6-2, 6-3               | Schomburgk 6-2, 6-2, 6-3                    | von Salm 6-2, 6-2, 6-4           | Žemla 2-6, 6-3, 6-2, 4-6, 6-2   | Winslow 7-5, 4-6, 10-8, 8-6        | Silber        |
| Lionel Tapscott               | Einzel (Rasen) | Kodl 6-4, 6-1, 6-2 | Pipes 3-6, 7-5, 4-6, 7-5, 7-5 | Blanchy 1-6, 5-7, 6-3, 6-4, 6-4    | Žemla 6-1, 6-4, 2-6, 4-6, 2-6               | nicht erreicht                   | nicht erreicht                  | nicht erreicht                     | Neunter       |
| Charles Winslow               | Einzel (Rasen) | Freilos            | Frigast 7-5, 6-2, 6-3         | Thayssen 6-4, 3-6, 6-4, 6-4        | Ingerslev 6-4, 8-6, 6-4                     | Heyden 6-2, 6-4, 8-10, 4-6, 6-3  | Kreuzer 9-7, 7-5, 6-2           | Kitson 7-5, 4-6, 10-8, 8-6         | Olympiasieger |
| Harold Kitson Charles Winslow | Doppel (Rasen) | nicht ausgetragen  | nicht ausgetragen             | Arenholt & Ingerslev 6-4, 6-1, 6-4 | von Kehrling & Zsigmondy 6-3, 6-3, 7-9, 6-2 | Nylén & Wennergren 6-3, 7-5, 6-1 | Just & Žemla 4-6, 6-1, 7-5, 6-4 | Pipes & Zborzil 4-6, 6-1, 6-2, 6-2 | Olympiasieger |